# قائمة الأحزاب السياسية في الصين
جمهورية الصين الشعبية هي دولة ذات حزب واحد يحكمها الحزب الشيوعي الصيني. ورغم ذلك، توجد ثمانية أحزاب سياسية صغيرة تابعة للحزب الشيوعي الصيني.
وفي ظل مبدأ دولة واحدة ونظامان، تعمل المنطقتان الإداريتان الخاصتان هونج كونج وماكاو، اللتان كانتا في السابق مستعمرات للقوى الأوروبية، في ظل نظام سياسي مختلف عن بقية الصين. في الوقت الحالي، تمتلك كل من هونج كونج وماكاو أنظمة متعددة الأحزاب تم تقديمها قبل تسليم الأراضي إلى الصين مباشرة. 

## الأطراف القانونية

### الحزب الحاكم
الحزب الشيوعي الصيني هو الحزب الحاكم الوحيد في جمهورية الصين الشعبية. ينص الدستور الصيني على أن "السمة المميزة للاشتراكية ذات الخصائص الصينية هي قيادة الحزب الشيوعي الصيني"،  بينما ينص دستور الحزب الشيوعي الصيني على أن الحزب هو "أعلى قوة للقيادة السياسية". 
| الحزب | الحزب | الحزب                                  | سنة التأسيس | الأيديولوجية                   | الأعضاء (2023) | قائد              | مقاعد المجلس الوطني لنواب الشعب | مقاعد اللجنة الدائمة للمجلس الوطني لنواب الشعب | مقاعد المؤتمر الاستشاري السياسي للشعب الصيني |
| ----- | ----- | -------------------------------------- | ----------- | ------------------------------ | -------------- | ----------------- | ------------------------------- | ---------------------------------------------- | -------------------------------------------- |
|       |       | الحزب الشيوعي الصيني 中国共产党 (中共) | 1921        | الاشتراكية ذات الخصائص الصينية | 99,185,000     | شي جين بينغ习近平 | 2٬091 / 2٬980                   | 118 / 175                                      | 99 / 544                                     |

### الأحزاب الصغيرة
في حين أن الحزب الشيوعي الصيني وحده هو الذي يمتلك السلطة الفعلية على المستوى الوطني، إلا أن هناك رسميًا ثمانية أحزاب صغيرة وغير معارضة موجودة إلى جانب الحزب الشيوعي الصيني والتي يطلق عليها رسميًا اسم "الأحزاب الديمقراطية" (بالصينية: 民主党派).  تأسست هذه الأحزاب قبل إعلان جمهورية الصين الشعبية، ويجب عليها قبول "الدور القيادي" للحزب الشيوعي الصيني كشرط لاستمرار وجودها.  وقد وُصفت العلاقة بين هذه الأحزاب والحزب الشيوعي الصيني رسميًا بأنها "تعايش طويل الأمد وإشراف متبادل، ومعاملة كل طرف للآخر بصدق كامل وتقاسم السراء والضراء" (الرخاء أو الشدائد)  ووفقًا لمنظمة هيومن رايتس ووتش، فإن هذه الأحزاب "تلعب دورًا استشاريًا وليس معارضًا". 
وتشارك الأحزاب الثمانية الصغيرة في "عمل الجبهة المتحدة" وتشارك أيضًا في النظام السياسي، لكنها لا تتمتع بأي سلطة على المستوى الوطني.   يسمح النظام السياسي الصيني بمشاركة بعض أعضاء الأحزاب الثمانية الصغيرة وأعضاء آخرين غير الحزب الشيوعي الصيني في مجلس الشعبي الوطني، ولكنهم يخضعون لفحص الحزب الشيوعي الصيني.  وفقًا لأرون فريدبرج، فإن "غرض هذه الأحزاب هو خلق وهم الشمول والتمثيل".  إحدى الطرق التي تسيطر بها الحزب الشيوعي الصيني على الأحزاب الصغيرة هي من خلال إدارة عمل الجبهة المتحدة، التي تتحقق من طلبات العضوية وتتحكم في من هو زعيم هذه الأحزاب.  كما تعمل الإدارة أيضًا على إبقاء الأحزاب تحت السيطرة من خلال منعها من التوسع في المقاطعات والقرى.  يتم تدريب كوادر الأحزاب الثمانية في المعهد المركزي للاشتراكية.  وتتلقى الأحزاب توجيهات من اللجنة المركزية للحزب الشيوعي الصيني لدراسة وتنفيذ فكر شي جين بينج.  هناك نظام تصنيف رسمي للأحزاب؛ ويعتمد التصنيف على "مساهمتها في الثورة الديمقراطية الجديدة". 
| الحزب | الحزب                                                              | سنة التأسيس | الأعضاء (2022) | الرئيس               | مقاعد مجلس الشعب الصيني | مقاعد اللجنة الدائمة للمجلس الوطني لنواب الشعب | مقاعد المؤتمر الاستشاري السياسي للشعب الصيني |
| ----- | ------------------------------------------------------------------ | ----------- | -------------- | -------------------- | ----------------------- | ---------------------------------------------- | -------------------------------------------- |
|       | اللجنة الثورية لحزب الكومينتانغ الصيني 中国国民党革命委员会 (民革) | 1948        | 158,000        | تشنغ جيانبانج 郑建邦 | 44 / 2٬980              | 6 / 175                                        | 65 / 544                                     |
|       | الرابطة الديمقراطية الصينية 中国民主同盟 (民盟)                    | 1941        | 348,300        | دينغ تشونغلي 丁仲礼  | 57 / 2٬980              | 9 / 175                                        | 65 / 544                                     |
|       | جمعية البناء الديمقراطية الوطنية الصينية 中国民主建国会 (民建)     | 1945        | 220,000        | هاو مينغجين 郝明金   | 57 / 2٬980              | 3 / 175                                        | 65 / 544                                     |
|       | الجمعية الصينية لتعزيز الديمقراطية 中国民主促进会 (民进)           | 1945        | 192,000        | كاي دافينج 蔡达峰    | 58 / 2٬980              | 7 / 175                                        | 45 / 544                                     |
|       | الحزب الديمقراطي للفلاحين والعمال الصينيين 中国农工民主党 (农工党) | 1930        | 192,000        | هي وي 何维           | 54 / 2٬980              | 7 / 175                                        | 45 / 544                                     |
|       | حزب تشي قونغ الصيني 中国致公党 (致公党)                            | 1925        | 69,000         | جيانج زوجون 蒋作君   | 38 / 2٬980              | 3 / 175                                        | 30 / 544                                     |
|       | جمعية جيوسان 九三学社                                              | 1945        | 204,069        | وو وي هوا 武维华     | 63 / 2٬980              | 4 / 175                                        | 45 / 544                                     |
|       | رابطة الحكم الذاتي الديمقراطي التايوانية 台湾民主自治同盟 (台盟)   | 1947        | 3,400          | سو هوي 苏辉          | 13 / 2٬980              | 3 / 175                                        | 20 / 544                                     |

## أحزاب أخرى

### أحزاب محظورة
الأحزاب التالية التي تم تشكيلها في الصين محظورة (أو تم حظرها سابقًا) من قبل الحكومة:
- الحزب الشيوعي الصيني (ماركسي لينيني) (中国共产党 (马列)) هو حزب شيوعي مناهض للمراجعة تأسس عام 1976 من قبل عدة فصائل متمردة ماوية من الحرس الأحمر في ووهان، هوبي. كانوا يعتقدون أنه من غير القانوني اعتقال عصابة الأربعة وأن القيادة الجديدة للحزب الشيوعي الصيني غير قانونية. تم قمعهم بعد فشل محاولات الثورة المسلحة في شنغهاي وتشجيانغ وكانتون ويوننان.[23]
- الحزب الشيوعي الصيني (جيش تحرير العمال والفلاحين) (中国共产党 (工农解放军)) هو حزب شيوعي مناهض للمراجعة تأسس عام 1976 من قبل فصيل متمرد ماوي من الحرس الأحمر في فوجيان. استخدموا التحصينات القديمة التي بُنيت أثناء الحرب الأهلية الصينية ونظموا جيشًا حزبيًا يُدعى "جيش تحرير العمال والفلاحين".[24] وأعلنوا أن القيادة الجديدة للحزب الشيوعي الصيني غير قانونية ودعوا إلى الانتفاضة وأعادوا تأسيس اللجنة المركزية للحزب.[25] استمرت أنشطتهم حتى عام 1978.
- تأسس حزب الديمقراطية الصيني (中国民主党) من قبل المشاركين في حركة جدار الديمقراطية عام 1978 واحتجاجات ميدان السلام السماوي عام 1989. تأسس عام 1998، وأعلن أنه غير قانوني في نفس العام.[26][27]
- يدعم اتحاد القوميين الصينيين (中国泛蓝联盟) مُثُل التحالف الأزرق في تايوان. وتشمل أهدافه إقامة ديمقراطية ليبرالية في الصين، استنادًا إلى مبادئ الشعب الثلاثة لسون يات سين. نشأت المجموعة من مناقشة منتدى على الإنترنت في أغسطس 2004. وقال مكتب شؤون تايوان التابع لمجلس الدولة إنها منظمة غير قانونية في 25 أبريل 2007. [28]
- تم تأسيس حزب الديمقراطية الجديدة الصيني (中国新民党) على يد قوه كوان في نانجينغ في نهاية عام 2007.[26][27]
- الحزب الشيوعي الماوي الصيني (中国毛泽东主义共产党) هو حزب شيوعي مناهض للمراجعة تأسس في عام 2008. يسعى الحزب إلى بدء "ثورة اشتراكية ثانية" لإعادة تأسيس دكتاتورية البروليتاريا. وقد تعرض لقمع من قبل الحكومة الصينية.[29]
- حزب تشي شيان (至宪党)، المعروف أيضًا باسم الحزب الدستوري الصيني. أسسها أنصار بو شيلاي[30][31] في عام 2013 وحُظر في ديسمبر من ذلك العام.[32][33]
- اللجنة المركزية الثورية البروليتارية الصينية (中国无产阶级革命中央委员会، اختصارًا 中革中央) هو حزب شيوعي مناهض للمراجعة أسسه تشو كون في العقد الأول من القرن الحادي والعشرين. كان قادة الحزب أعضاء في فصيل متمرد أثناء الثورة الثقافية، وتألفت نواة اللجنة من عشرات العمال المسرحين في جيانغسو. قمع بعد أن وجدت الشرطة أنشطتهم "الاستفزازية" على الإنترنت.

### أحزاب خارجية
- الحزب الوطني في شنغهاي هو حزب مؤيد للديمقراطية يدافع عن استقلال شنغهاي، بقيادة هي أنكوان، الذي غادر الصين بعد احتجاجات ومذبحة ميدان السلام السماوي عام 1989. [34] اشتهر الحزب بمعارضته لسياسات الإغلاق في الصين بسبب فيروس كورونا المستجد. [34] وعلى وجه الخصوص، أشار إلى عمليات الإغلاق في شنغهاي باعتبارها إبادة جماعية واستمر في إضرابه عن الطعام خارج القنصلية الصينية في مدينة نيويورك. [35] بعد الغزو الروسي لأوكرانيا، قام بزيارة أوكرانيا من أجل توثيق الحرب. [36]